# John Dryden
John Dryden (Aldwinkle, 19. kolovoza 1631. – London, 1. svibnja 1700.), engleski književnik.
Poslije studija u Cambridgeu, dolazi u London, gdje stihovima slavi Cromwella, zatim Karla II. Uspjeh kod publike doživio je svojim herojskim tragedijama. Često je pretjerivao u svojim djelima, te je bio predmet satire među suvremenim piscima, ali im je i uzvraćao jedankom mjerom u svojim komadima. Sudjelovao je u političkom životu svoga doba obilno se koristeći svojim satiričkim telentom. Bio je kraljevski historiograf. Do pojave Popea bio je najveća ličnost engleskoga klasicizma, no njegovo djelo je neujednačeno: od slabih komedija do majstorske satire. Utemeljitelj je "comedy of manners" (komedija na motive tzv. visokog društva), a eseji su mu pribavili naziv "otac engleske proze". 

## Djela
- "Herojske stanice",
- "Indijska kraljica",
- "Esej o dramskom pjesništvu",
- "Pomodni brak",
- "Aleksandrova gozba".